# アブドゥル・ハーミド
アブドゥル・ハーミド（ベンガル語: আব্দুল হামিদ, ラテン文字転写: Abdul Hamid、1944年1月1日 - ）は、バングラデシュの政治家。第16代同国大統領、国会議長などを歴任。

## 経歴
キショレガンジ県のミタマイン郡カマルプル村に生まれる。キショレガンジのグルダヤル国立大学で学んだ後、ダッカ大学傘下の中央法学校で法学士号を取得。キショレガンジ裁判所の見習い弁護士となった。
1970年に国会議員に初当選し、以後2009年まで7期務めた。1996年にアワミ連盟が政権を取ったときには、国会副議長の役職にあった。2001年に野党院内副総務、2009年1月25日に国会議長に就任。2013年にはバングラデシュ独立戦争における功績を認められ、独立記念日賞を受賞した。
2013年3月14日、ハーミドはシンガポールで病気療養中のジルル・ラーマンに代わって、バングラデシュの大統領代行に任命された。その6日後にラーマンが死去すると、同年4月22日に正式な大統領に選出され、2日後の4月24日に就任宣誓した。次の大統領を決める選挙ではハーミド以外に候補がいなかったため2018年2月7日に再選が確定。

## 人物
ラシダ・ハーミド夫人との間に3男1女がいる。